# 청자 음각 운룡문 상약국명 합
청자 음각 운룡문 상약국명 합(靑磁陰刻雲龍紋尙藥局銘盒)은 통형의 몸체 위에 뚜껑이 얹혀 있는 합으로, 입 언저리와 밑 부분에 패인 흠이 나있다. 뚜껑 윗면에 용과 구름문이 비스듬히 깎인 음각으로 새겨져 있으며, 측면의 뚜껑과 밑짝이 맞닿는 부분에 각각 횡으로 "尙藥局(상약국)”명이 음각되어 있다. 뚜껑의 밑 부분과 밑짝의 입 부분에는 내화토를 받쳐 구운 흔적이 남아 있으며, 밑짝 굽 안 바닥에는 규석받침으로 받쳐 구운 흔적이 나있다. 뚜껑은 4개로 파손된 것을 수리하여 완형으로 만들었다.
유색은 투명한 청자유로 전면에 칠해졌으나 유빙열이 전면에 나있다. 상약국은 왕실과 관아의 약을 담당한 기관명으로, 약을 담던 약합으로 추정되며, 음각의 운룡문과 어울려 왕실용이었음을 보여주고 있다. 12세기 중반경 의종 연간의 청자합으로 강진 사당리요에서 제작된 것으로 추정된다.
 본 문서에는 서울특별시에서 지식공유 프로젝트를 통해 퍼블릭 도메인으로 공개한 저작물을 기초로 작성된 내용이 포함되어 있습니다.